# ペリー (酒)
ペリー(英: perry)もしくはペアサイダー(英: pear cider)は、洋梨の果汁を発酵させた酒である。日本ではポワレ（仏: poiré）の表記も見られる。シードル（仏: cidre、英: サイダー cider）に近く同じような製造方法で製造されている。アルコール度数も同じで4-8%前後である。日本の酒税法では発泡性酒類のその他の発泡性酒類に分類されている。発泡性がある場合が多いが、発泡性でないものは、ワイン同様に日本の酒税法では「果実酒」に分類されている。

## 概要

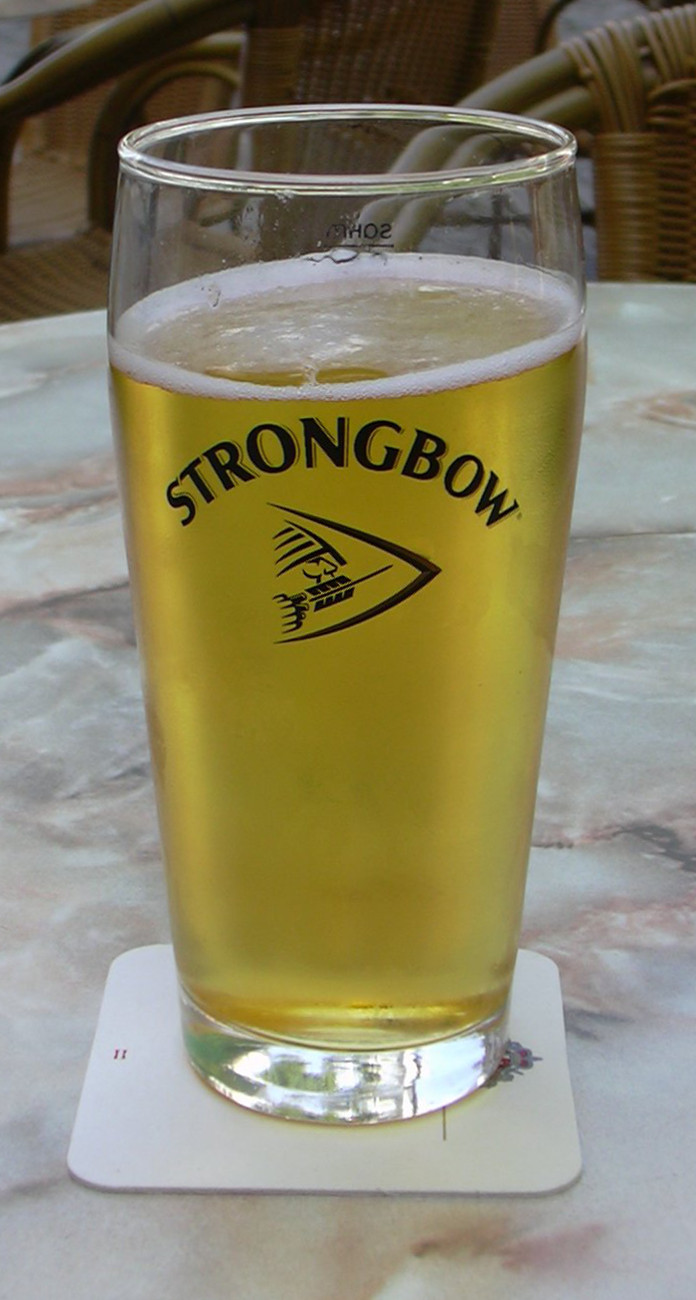
ストロングボウのサイダー（英国産）1パイント（568ml） ペアサイダーもパイント・グラスで飲まれている

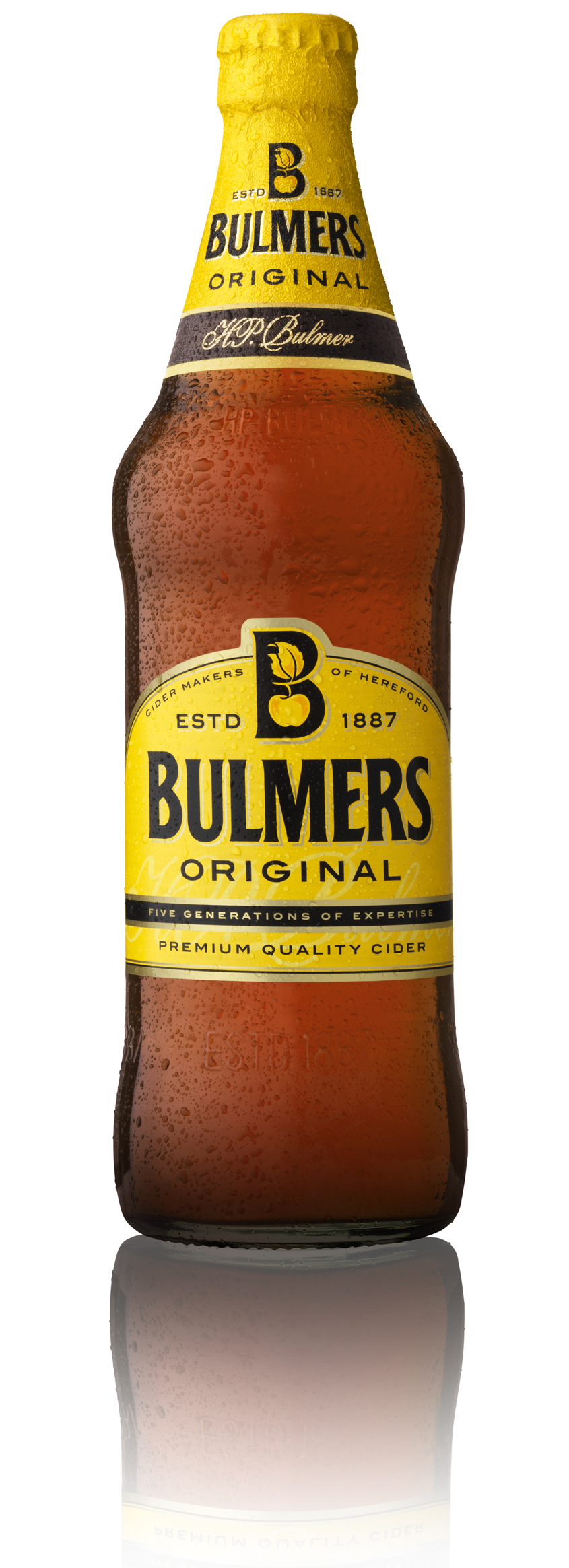
Bulmers Original Cider Bottle　同形の瓶が使われている。

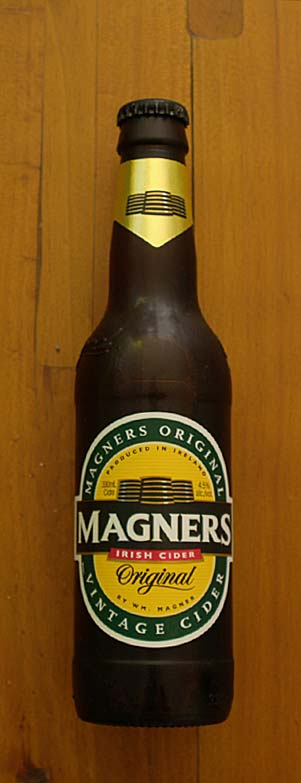
小瓶（330ml）のMagners cider.　同形の瓶が使われている。

イギリス西部西部地方、ウェールズ、フランスのとりわけノルマンディー地方、アンジュー地方で、一般的に普及している。主なブルワリーは、コッパルベリ社、ヘールユンガ サイダー社、Rekorderligサイダー社などが生産している。
ペリー用の専用品種が使われ、イギリスではブレイクニー・レッド(英: Blakeney Red)が一般的に使われている。タンニンと酸が食用梨に比べて多く、果実は小さいため、生食には向かない。
ウスターシャー、ヘレフォードシャー、グロスターシャーのペリーは欧州連合の地理的表示保護(EU PGI)に指定されている。
イギリスではペアサイダー (英: pear cider) または、ペリーと呼ばれ、同じく洋梨酒（多くの場合発泡性のもの）を指す。また口当たりもいいことから、ビールの苦手な女性やアルコールを飲み始めた10代の労働者階級の子供が飲む最初のアルコールとしてポピュラーである。
2014年度の国際品評会の一つであるインターナショナル・サイダー・チャレンジ（国際シードルコンテスト、英語: International Cider Challenge、通称：ICC）で、Weston's CiderのHenry Westons Vintage PerryがTrophy awardを受賞している。
ボトルは、白ワインボトルやビール瓶が使われ、シードルボトルの色はペアサイダーの種類や産地によって異なる。シャンパン用のボトル（スパークリングワインボトル）が使われることもある。一般的に多いのは、ホッピーのような瓶の形である。ビール同様に中瓶（500ml）が主流で、まれに小瓶（330ml）がある。缶シードルもある。ラベルのデザインとボトルの形状同じでアップル（apple）かペア（pear）の文字とボトルの色だけを変えているブランドが多い。
グラスは、ビアグラスが使われる。
ペアサイダーなどを醸造するサイダー醸造所をサイダリー（Cidery）または、ブルワリー（Brewery）いう。日本では、ワイナリー(Winery)で作られているところもある。

## 製法
発酵させるに当たり、ナシの外果皮には天然の酵母（野生酵母）が取り付いており、さらに、果汁中には酵母が利用可能なブドウ糖が含まれているため、果汁が外に出ることで自然にアルコール発酵が始まる。伝統的な製法では酵母には手を加えない自然発酵が主流であったが、現在では、安定した発酵をさせるため、培養した酵母を使用した酒母を添加する手法がとられる。

## 品評会
- インターナショナル・サイダー・チャレンジ（国際シードルコンテスト、英語: International Cider Challenge、通称：ICC） - ペリーも含まれる。
- インターナショナル・サイダー・アンド・ペリー・コンペティション（International Cider and Perry Competition） - 以下の部門に分けられている。
  - Class 1 – Dry Cider
  - Class 2 – Medium Cider
  - Class 3 – Sweet Cider
  - Class 4 – Perry – Dry
  - Class 5 – Perry – Medium
  - Class 6 – Perry – Sweet
  - Class 7 – Single Variety Cider
  - Class 8 – Culinary Cider – Dry
  - Class 9 – Culinary Cider – Medium/Sweet
  - Class 10 – In-Bottle Fermented Cider
  - Class 11 – In-Bottle Fermented Perry
  - Class 12 – Best Presented Packaged Cider or Perry